# Modesto Solís Domínguez
Gral. Modesto Solís Domínguez fue un militar mexicano que participó en la Revolución mexicana. Nació en Coscomatepec de Bravo, Veracruz. Se incorporó al movimiento constitucionalista, operando en el centro de su estado. En 1920 se adhirió al Plan de Agua Prieta. Llegó a ser jefe de la guarnición de Querétaro y alcanzó el grado de general de brigada. Fue diputado federal y jefe de la policía en el estado.